# Campeonato Mundial de Atletismo de 2009 - 5000 m masculino
A prova dos 5000 metros masculino do Campeonato Mundial de Atletismo de 2009 foi disputada nos dias 20 (eliminatórias) e 23 de agosto (final), no Olympiastadion, em Berlim.

## Recordes
Antes desta competição, os recordes mundiais e do campeonato nesta prova eram os seguintes:
| Tipo                  | Atleta          | Tempo    | Local   | Data                 | Ref |
| --------------------- | --------------- | -------- | ------- | -------------------- | --- |
|                       | Kenenisa Bekele | 12:37.35 | Hengelo | 31 de maio de 2004   | ver |
| Recorde do campeonato | Eliud Kipchoge  | 12:52.79 | Paris   | 31 de agosto de 2003 | ver |

## Medalhistas
| Ouro                  | Prata               | Bronze                     |
| Kenenisa Bekele (ETH) | Bernard Lagat (USA) | James Kwalia C'Kurui (QAT) |

## Resultados

### Eliminatórias
Estes são os resultados das eliminatórias. Os 23 atletas inscritos foram divididos em duas baterias, se classificando para a final os cinco melhores de cada bateria (Q) mais os cinco melhores tempos no geral (q). Por decisão dos árbitros, o etíope Ali Abdosh também conseguiu vaga na final.
| Bateria 1 | Bateria 1                  | Bateria 1    | Bateria 1            |
| Pos.      | Atleta                     | Tempo        | Notas                |
| --------- | -------------------------- | ------------ | -------------------- |
| 1         | ETH Kenenisa Bekele        | 13:19.77 (Q) |                      |
| 2         | USA Matthew Tegenkamp      | 13:19.87 (Q) |                      |
| 3         | GBR Mohammed Farah         | 13:19.94 (Q) |                      |
| 4         | KEN Vincent Kiprop Chepkok | 13:20.24 (Q) |                      |
| 5         | ESP Jesús España           | 13:20.40 (Q) |                      |
| 6         | USA Chris Solinsky         | 13:20.64 (q) |                      |
| 7         | KEN Joseph Ebuya           | 13:22.41 (q) |                      |
| 8         | MAR Anis Selmouni          | 13:22.95 (q) |                      |
| 9         | ERI Teklemariam Medhin     | 13:23.48 (q) |                      |
| 10        | AUS Collis Birmingham      | 13:23.48 (q) |                      |
| 11        | QAT Saif Saaeed Shaheen    | 13:26.35     |                      |
| 12        | UGA Geofrey Kusuro         | 13:28.48     | Recorde da temporada |
| 13        | ETH Ali Abdosh             | 13:36.52 (q) |                      |
| 14        | ITA Daniele Meucci         | 13:37.79     |                      |
| 15        | BDI Etienne Bizimana       | 14:06.02     | Recorde pessoal      |
| 16        | JPN Yuichiro Ueno          | 14:30.76     |                      |
|           | ECU Bayron Piedra          | DNF          |                      |
|           | MEX Juan Luis Barrios      | DNS          |                      |
|           | TAN Fabiano Joseph Naasi   | DNS          |                      |

| Bateria 1 | Bateria 1                   | Bateria 1    | Bateria 1            |
| Pos.      | Atleta                      | Tempo        | Notas                |
| --------- | --------------------------- | ------------ | -------------------- |
| 1         | UGA Moses Ndiema Kipsiro    | 13:22.98 (Q) | Recorde da temporada |
| 2         | KEN Eliud Kipchoge          | 13:23.34 (Q) |                      |
| 3         | QAT James Kwalia C'Kurui    | 13:23.57 (Q) |                      |
| 4         | USA Bernard Lagat           | 13:23.73 (Q) |                      |
| 5         | MAR Chakir Boujattaoui      | 13:23.83 (Q) |                      |
| 6         | ETH Bekana Daba             | 13:23.86     |                      |
| 7         | ERI Samuel Tsegay           | 13:26.78     |                      |
| 8         | FRA Morhad Amdouni          | 13:29.64     |                      |
| 9         | ERI Kidane Tadasse          | 13:30.85     |                      |
| 10        | ESP Alemayehu Bezabeh       | 13:33.52     |                      |
| 11        | USA Evan Jager              | 13:39.80     |                      |
| 12        | KSA Hussain Jamaan Alhamdah | 13:44.59     |                      |
| 13        | IRL Alistair Ian Cragg      | 13:46.34     |                      |
| 14        | GER Arne Gabius             | 13:49.13     |                      |
| 15        | UGA Moses Kibet             | 13:52.38     |                      |
| 16        | ESP Sergio Sánchez          | 13:53.51     |                      |
| 17        | TAN Marco Joseph            | 13:53.67     |                      |
| 18        | ZAM Tonny Wamulwa           | 14:01.67     | Recorde da temporada |
| 19        | SOM Mohamed Ali Mohamed     | 14:34.62     | Recorde pessoal      |
| 20        | PLE Omar Abusaid            | 15:14.88     | Recorde pessoal      |

### Final
Estes são os resultados da final:
| Pos.              | Atleta                     | Tempo    | Notas                |
| ----------------- | -------------------------- | -------- | -------------------- |
| Medalha de ouro   | ETH Kenenisa Bekele        | 13:17.09 |                      |
| Medalha de prata  | USA Bernard Lagat          | 13:17.33 |                      |
| Medalha de bronze | QAT James Kwalia C'Kurui   | 13:17.78 |                      |
| 4                 | UGA Moses Ndiema Kipsiro   | 13:18.11 | Recorde da temporada |
| 5                 | KEN Eliud Kipchoge         | 13:18.95 |                      |
| 6                 | ETH Ali Abdosh             | 13:19.11 |                      |
| 7                 | GBR Mohammed Farah         | 13:19.69 |                      |
| 8                 | USA Matthew Tegenkamp      | 13:20.23 |                      |
| 9                 | KEN Vincent Kiprop Chepkok | 13:21.31 |                      |
| 10                | ESP Jesús España           | 13:22.07 |                      |
| 11                | MAR Chakir Boujattaoui     | 13:23.05 |                      |
| 12                | USA Chris Solinsky         | 13:25.87 |                      |
| 13                | KEN Joseph Ebuya           | 13:39.59 |                      |
| 14                | MAR Anis Selmouni          | 13:44.59 |                      |
| 15                | ERI Teklemariam Medhin     | 13:44.65 |                      |
| 16                | AUS Collis Birmingham      | 13:55.58 |                      |

Legenda
| Recorde mundial       | Recorde mundial (World record)               |                       | Recorde africano                      | Recorde africano (African) |                                           | Q | Classificado por posição (Qualified) |
| Recorde do campeonato | Recorde do campeonato (Championship record)  | Recorde da América    | Recorde da América (Americas)         | q                          | Classificado por melhor tempo (Qualified) |   |                                      |
| Melhor marca do ano   | Melhor marca do ano (World leading)          | Recorde asiático      | Recorde asiático (Asian)              | DNS                        | Não largou (Did not start)                |   |                                      |
| Recorde nacional      | Recorde nacional (National record)           | Recorde europeu       | Recorde europeu (European)            | DNF                        | Não terminou (Did not finish)             |   |                                      |
| Recorde pessoal       | Recorde pessoal do atleta (Personal best)    | Recorde da Oceania    | Recorde da Oceania (Oceania)          | DSQ / DQ                   | Desclassificado (Disqualified)            |   |                                      |
| Recorde da temporada  | Recorde da temporada do atleta (Season best) | Recorde sul-americano | Recorde sul-americano (South America) | NM                         | Sem marca (No mark)                       |   |                                      |